# Кліщелі
Кліщелі (пол. Kleszczele, біл. Кляшчэлі) — місто у східній Польщі, у Гайнівському повіті Підляського воєводства, біля кордону з Білоруссю. Центр гміни Кліщелі.

## Історія
Відповідно до виданого у 1523 році документу великого князя литовського Сигізмунда I відомо, що він наказав заснувати місто Кліщелі на землі Більського повіту віленському воєводі Миколі Радзивіллу. Непорозуміння між воєводою і міщанами, проте, стали причиною обезлюднення нового міста, тому Сигізмунд наказав знову посприяти заснуванню міста, яке отримало хелмінське міське право. У 1560-х роках здійснений поділ землі на волоки. Кліщелі тоді мали 150 волок землі (включно з 4 волоками церковних земель). Як передмістя визначено села Добривода, Трубянка (сьогодні не існує), Нурець (сьогодні село Черемха), Косна і Бабичі (сьогодні село Кузава). Міщани займались насамперед хліборобством і ремеслом на потреби міста і довколишніх сіл.
Під час шведського «потопу» 1655—1656 років Кліщелі були зруйновані — під час люстрації в місті було виявлено лише 13 домів. Після відбудови Кліщелі стали насамперед рільничим поселенням, хоча певна частина мешканців займалась ремісництвом, торгівлею хмелем, а у XVIII століття є згадки також про скляну гуту.
В місті мешкали та були поховані вояки УНР.  Тут на православному цвинтарі знаходться могили  Андрія Німого (1900–1972), хорунжого Армії УНР, після війни суспільно-культурного діяча; Олександра Щербаня (1898–1984), воїна УНР, театрального діяча, директора кінотеатру у Більську-Підляському; Василя Харченка (1900–1983) та Олекси Волошина (1896–1958).
У 1950 році поселення втратило міські права. З 1922 (1962?) року в місті діяв театральний колектив, який ставив п'єси українських авторів. У 1966 році колектив здобув перше місце на загальнопольському огляді українських колективів у Перемишлі. У 1956 році заснований кліщелівський гурток УСКТ, який організував також український хор. У 1966 році почалося вивчення української мови у місцевій початковій школі. Діяльність гуртка УСКТ (єдиного тоді на Північному Підляшші) зустрілася, однак, з ворожим ставленням адміністративного апарату, як і діючого за його підтримки Білоруського Суспільно-Культурного Товариства. У 1968 році навчання українською мовою було скасоване, а діяльність самого гуртка призупинена на початку 1970-х років. Його діяльність була відновлена у 1985 році.
У 1974 р. в тодішньому с. Кліщелі поховано українського громадського діяча Михайла Калиняка.
У 1993 році Кліщелям були повернуті міські права. У 1993 році за ініціативи доктора Миколи Рощенка у православній церкві Кліщель була проведена одна з перших на Підляшші панахид за жертвами Голодомору. Сьогодні Союз українців Підляшшя організовує в місті щорічні огляди ліричних та весільних пісень.

## Демографія
Перші точні статистичні дані про Кліщелі датуються кінцем XVIII століття, коли місто належало Пруссії. У місті на той час було 279 домів при 20 вулицях та мешкало 1888 осіб, з них 58 — євреїв. Промислові підприємства — 1 цегельня, 7 водяних млинів, 12 горілчаних броварів. Мешкало 86 ремісників, за громадським порядком слідкував магістратський працівник і 6 поліціянтів. Однак здебільшого жителі міста займалися рільництвом.
У 1878 році у місті нараховувалося 1750 осіб (807 православних, 518 католиків, 435 євреїв). Розподіл населення міста за мовою згідно з переписом 1897 року:
| Мова       | Осіб | Відсоток |
| ---------- | ---- | -------- |
| українська | 1087 | 54,00 %  |
| єврейська  | 710  | 35,27 %  |
| російська  | 114  | 5,66 %   |
| польська   | 91   | 4,52 %   |
| німецька   | 11   | 0,55 %   |
| Разом      | 2013 | 100 %    |

У 1900 році населення становило 1980 осіб. Кліщелі у той час майже не розвивалися — як демографічно, так і економічно. Населення у 1931 році складало 2053 особи — 889 православних, 518 католиків і 645 євреїв.
Демографічна структура станом на 31 березня 2011 року:
|          | Загалом | Допрацездатний вік | Працездатний вік | Постпрацездатний вік |
| -------- | ------- | ------------------ | ---------------- | -------------------- |
| Чоловіки | 676     | 113                | 470              | 93                   |
| Жінки    | 724     | 114                | 378              | 232                  |
| Разом    | 1400    | 227                | 848              | 325                  |

Жителі мають українське походження.

## Релігія

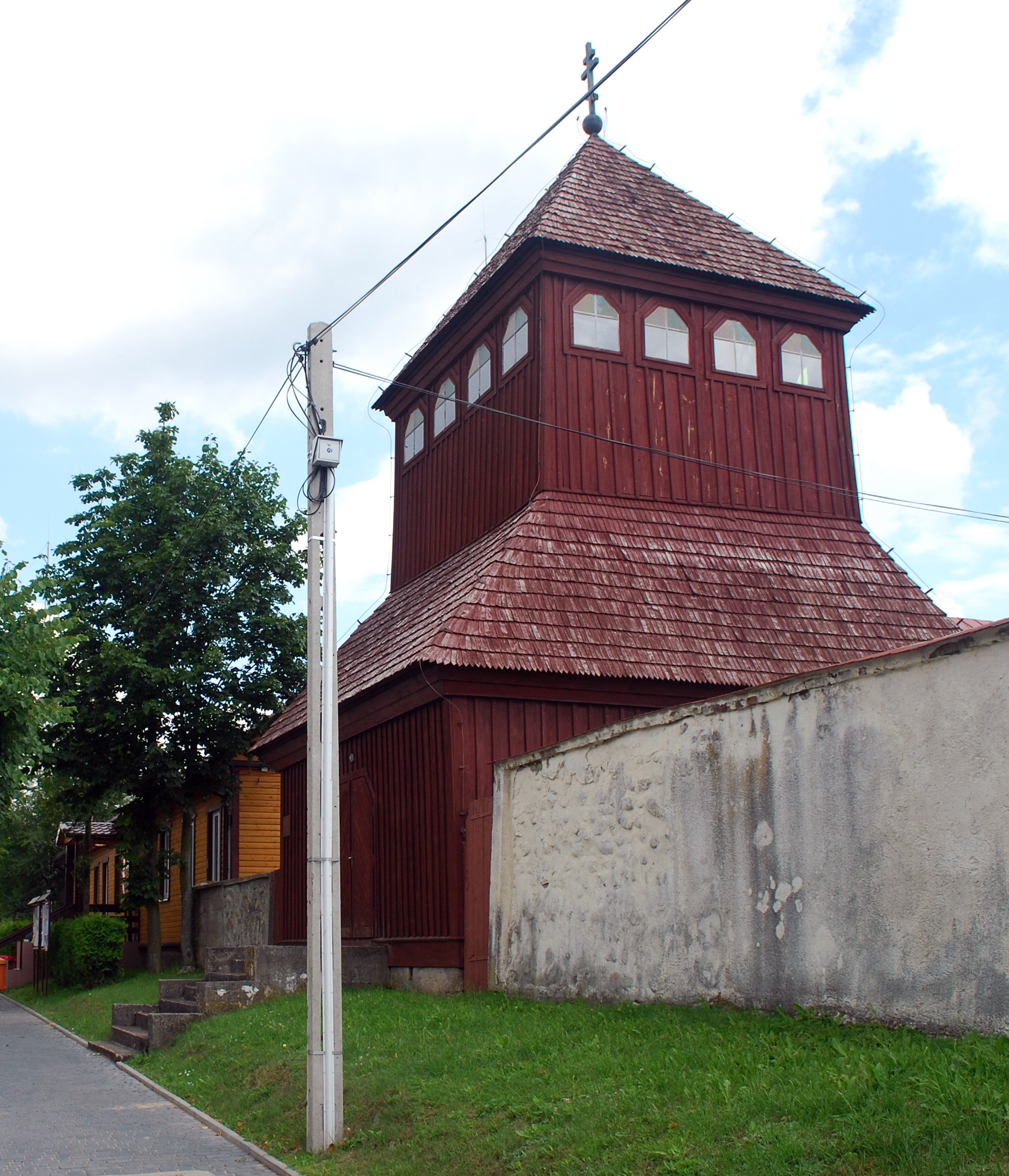
Православна церква Святого Миколая

У XVI столітті згадується церква Святого Миколи і Святого Юрія в Кліщелях. У 1544 році королева Бона заснувала у місті католицький костел.
При парафії Святого Миколи існувала церковна школа, яку закінчив славіст Михайло Бобровський. Свій високий, як на той час, рівень школа ця завдячувала насамперед настоятелю Антону Сосноському (1774—1852), який, крім душпастирської роботи, займався також дослідженням історії свого міста та регіону. У 1820 роках в кліщелівській школі діти (80 осіб), крім релігії й письма по-слов'янськи та по-польські, вивчали також основи арифметики і здобували практичні знання із сільського господарства. Завдяки ініціативі отця Сосновського школи були організовані також й у навколішних скарбових селах — Дашах, Добриводі, Кузаві, Суховольцяхі, Черемсі, у яких навчалися всього 78 хлопців і 30 дівчат. Вчителі були із селян і оплачували їх жителі згаданих сіл.
Сьогодні у Кліщелях діє лише одна православна парафія з мурованою церквою Успення Пресвятої Богородиці. Збереглася дерев'яна дзвіниця Миколівської церкви, відремонтована і перероблена на каплицю.

## Відомі люди

### Народилися
- Микола Рощенко (нар. 27 жовтня 1942) — доктор, науковий працівник Університету імені Марії Кюрі-Склодовської в Любліні, підляський український історик, філолог, громадський діяч[9][10].

### Пов'язані з Кліщелями
- Андрій Німий (1900, с. Масівці — 1972) — козак Армії УНР, організатор Українського Суспільно-культурного товариства в Кліщелях у 1950-1970-х роках. Жив і був похований у селі.
- Михайло Калиняк д. екон. Наук, педагог і юрист, дослідник історії України, довголітній збирач підляського фольклору, активний дія української меншості у Польщі, член варшавського гуртка УСКТ, співробітник «Нашого слова». Помер 13 грудня 1974 р. За власним бажанням похований в Кліщелях.

## Галерея

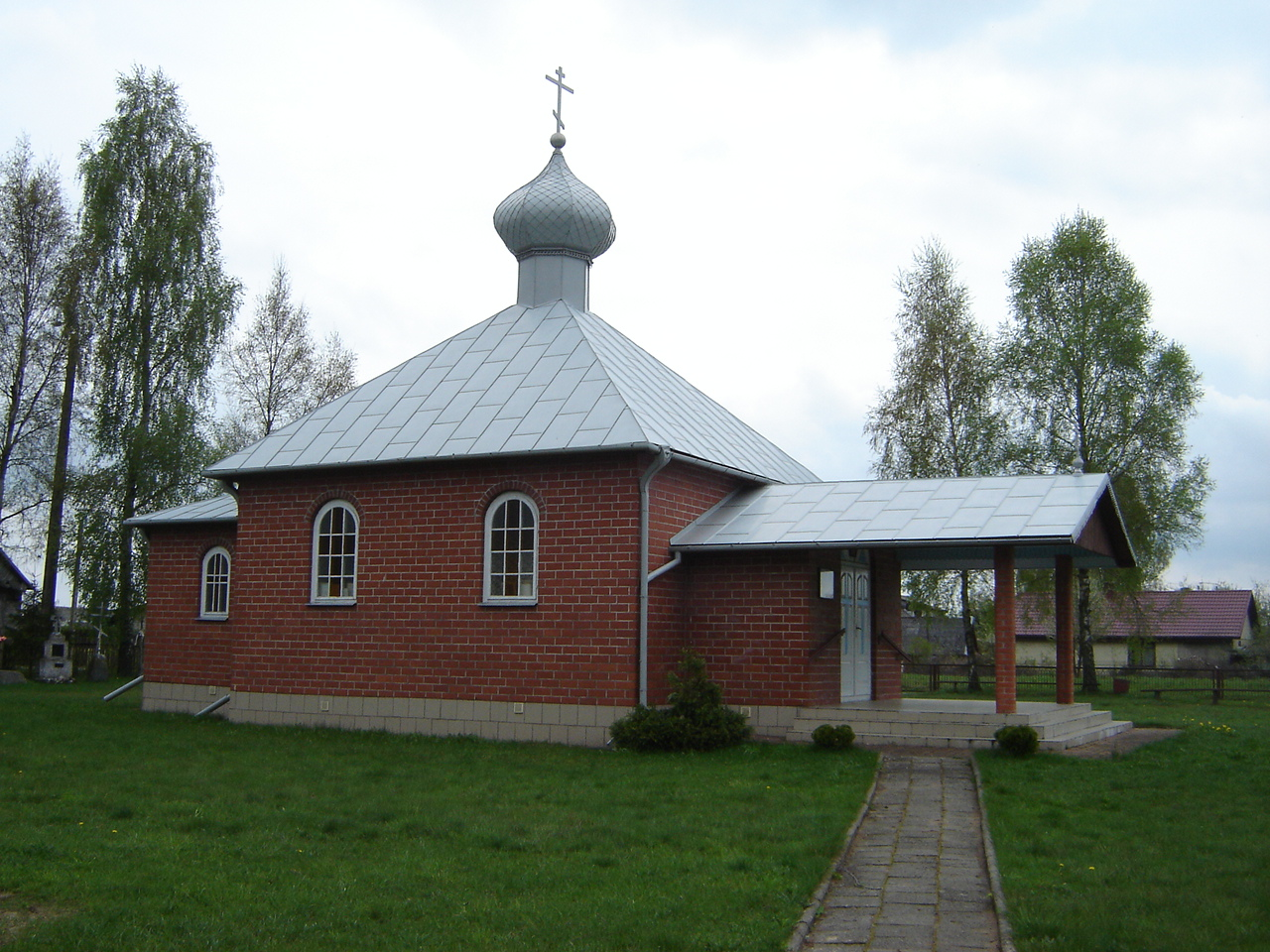
Православна церква Святого Юрія
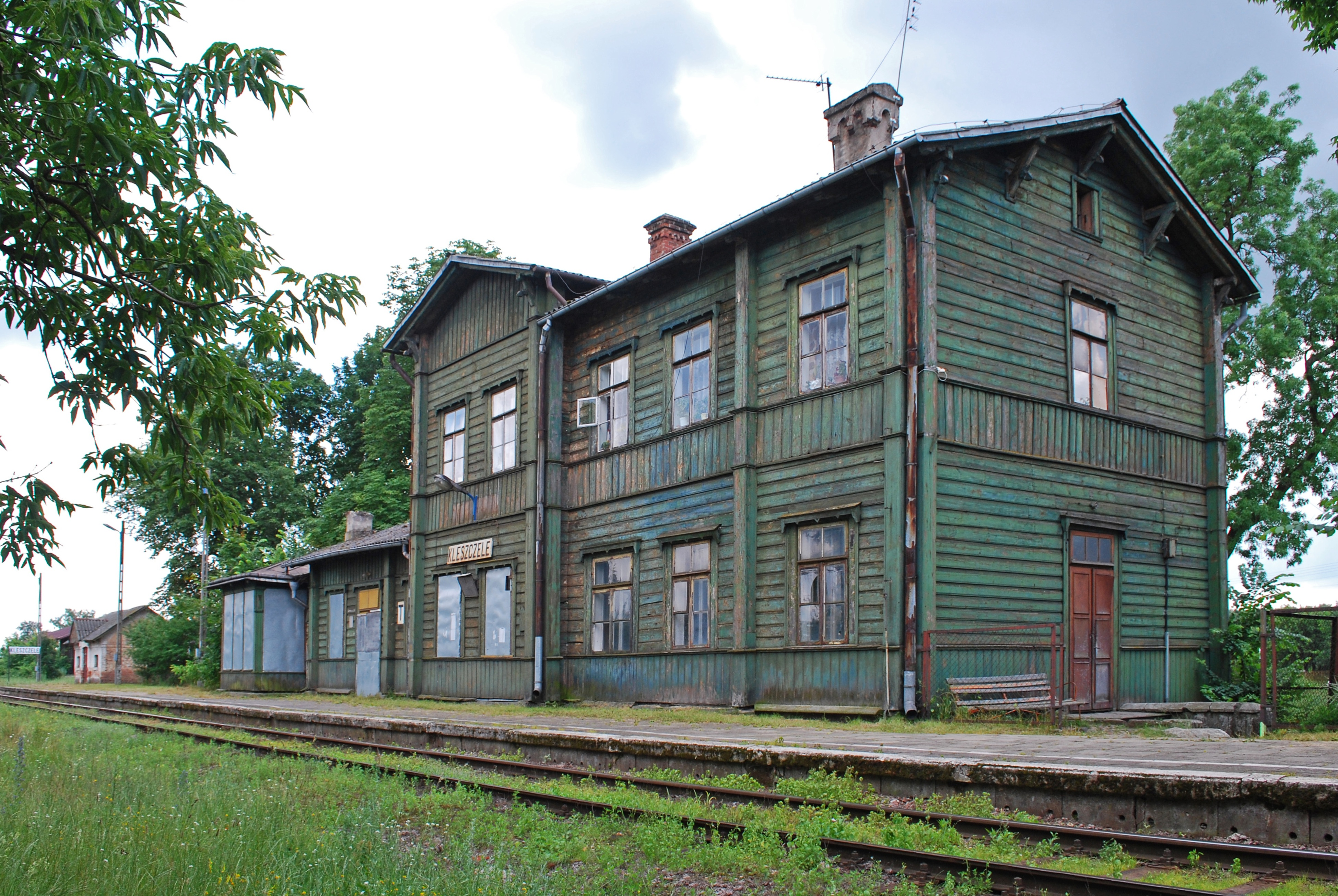
Залізнична станція
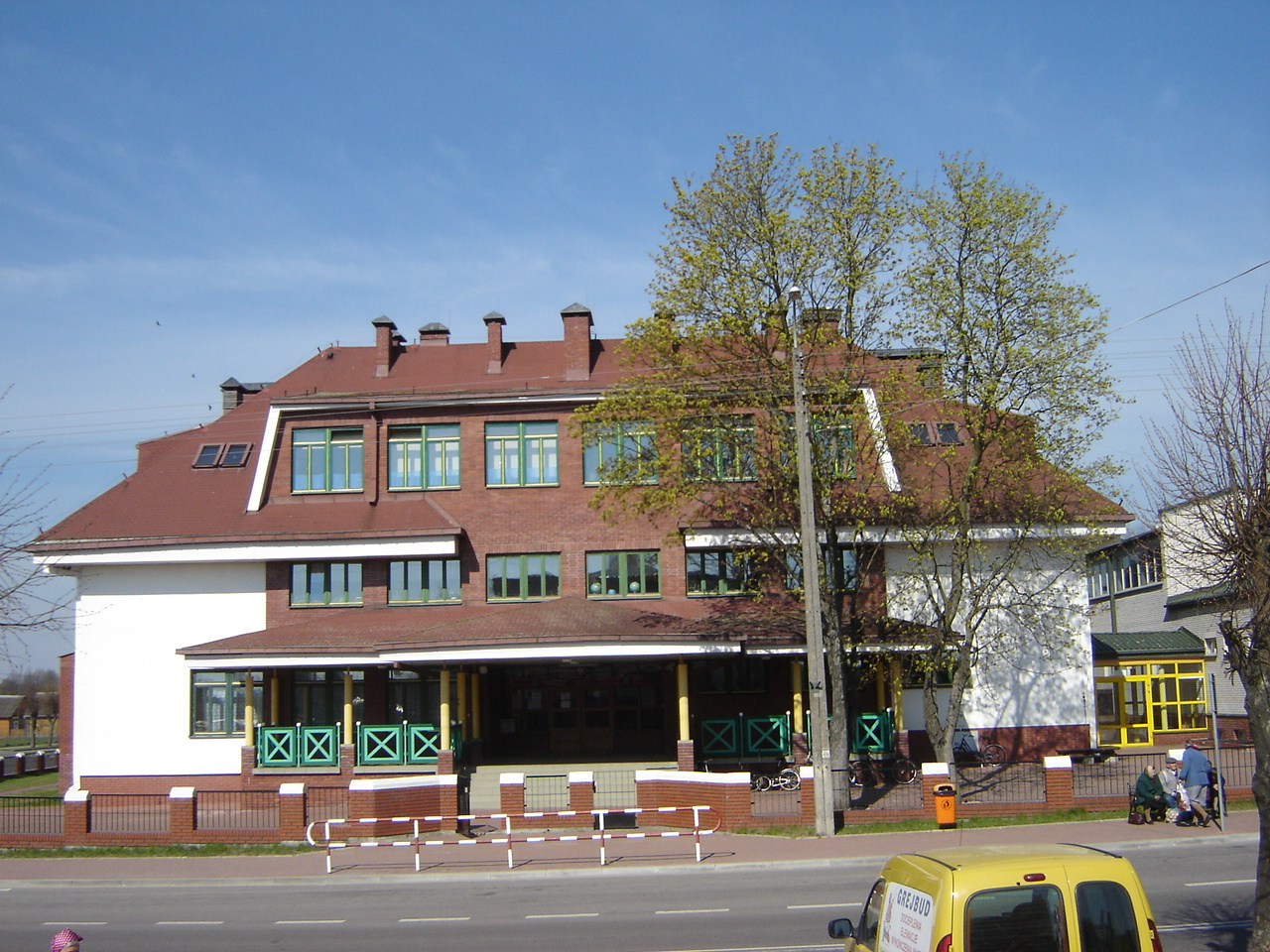
Школа
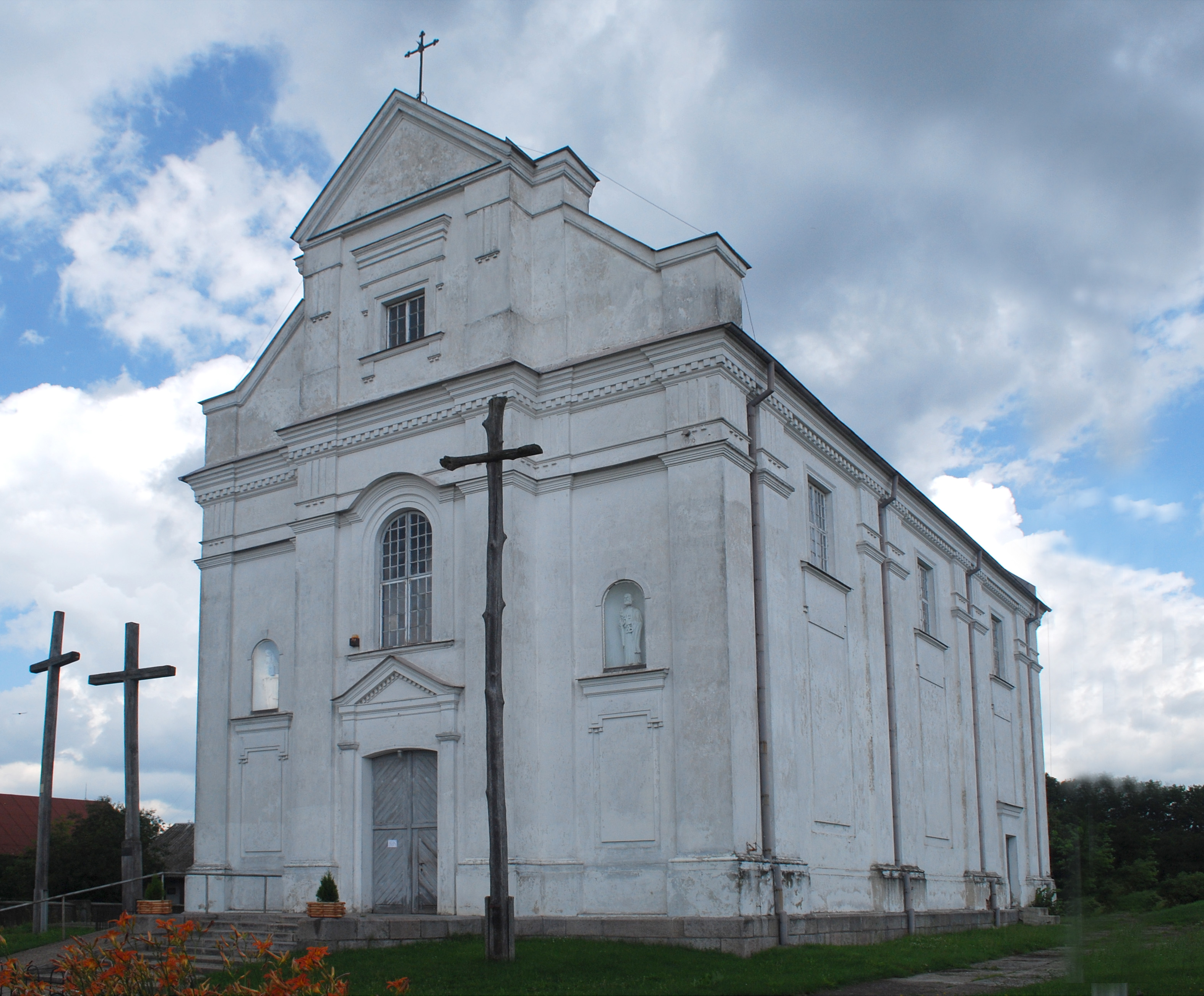
Костел Святого Сигізмунда
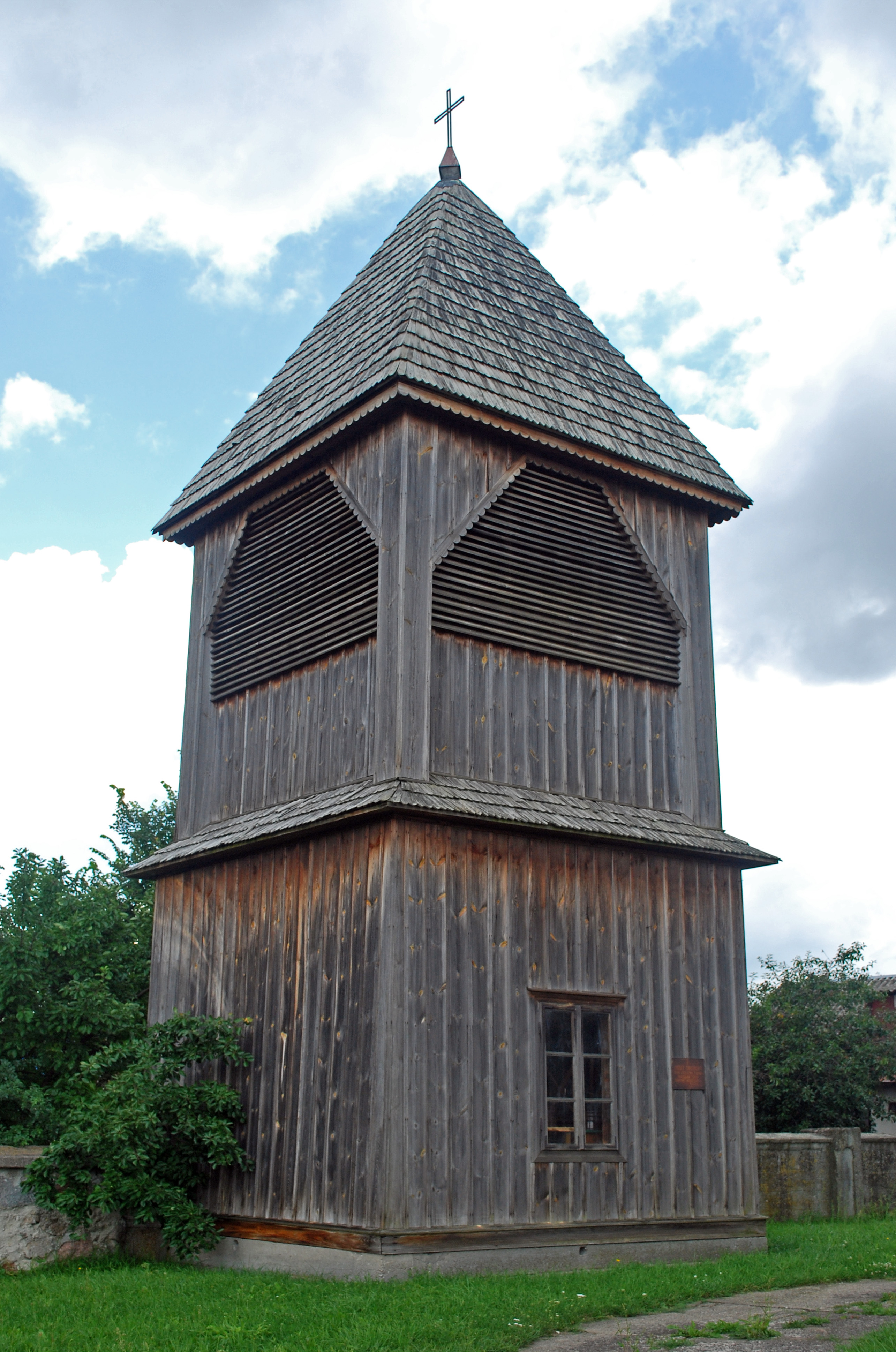
Дзвіниця костелу Святого Сигізмунда
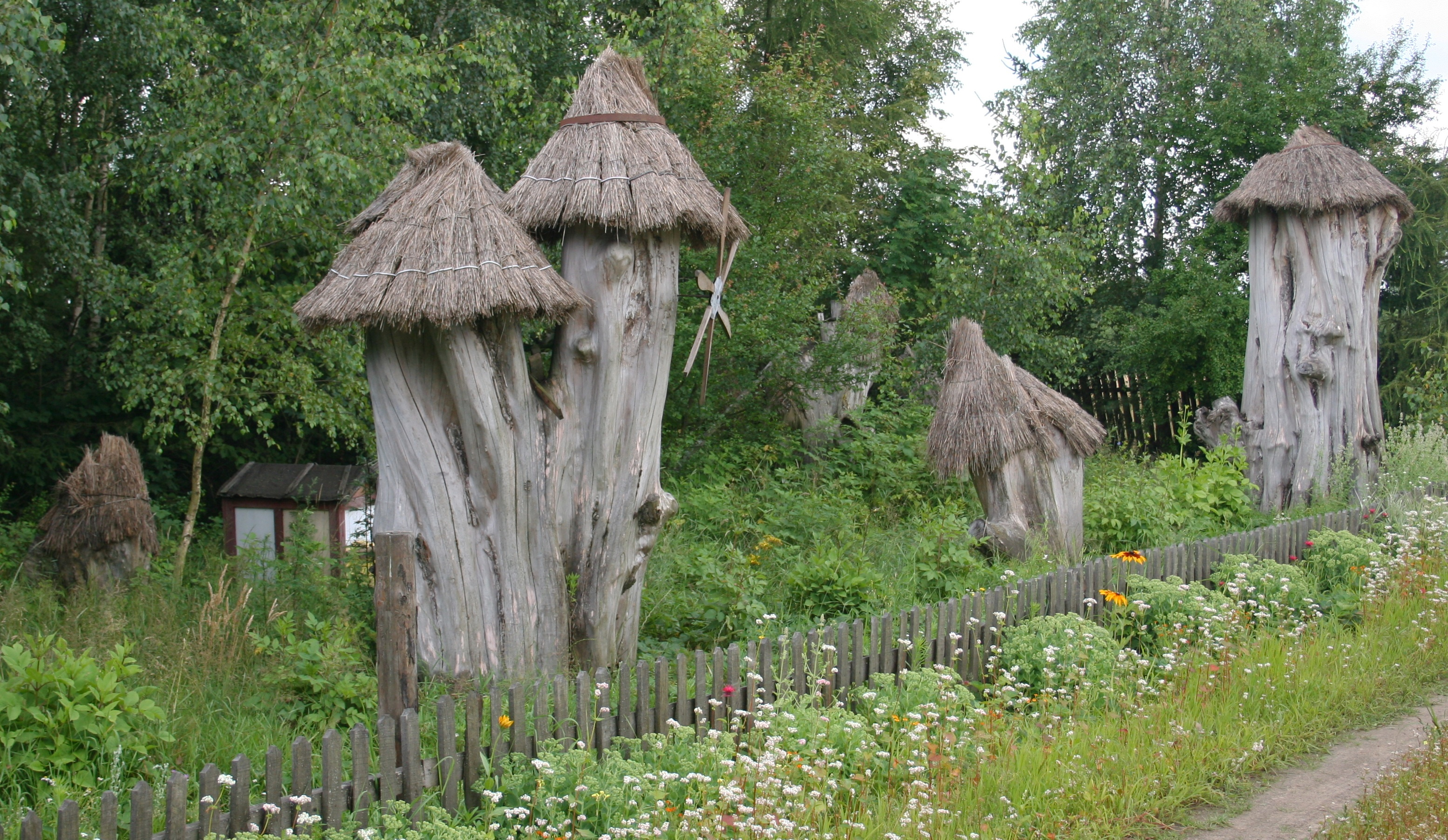
Пасіка перед Кліщелями